# Adelpha radiata
Espèce
Adelpha radiata  est une espèce de papillons de la famille des Nymphalidae, sous famille des Limenitidinae et du genre des Adelpha.

## Dénomination
Adelpha radiata a été décrit par Hans Fruhstorfer en 1915.

### Sous-espèces
- Adelpha radiata radiata, dans le sud-est du Brésil
- Adelpha radiata aiellae Willmott & Hall, 1999;  présent à Panama, au Costa Rica et en Équateur
- Adelpha radiata explicator Willmott & Hall, 1999;  présent en Équateur
- Adelpha radiata gilletella Brévignon, 1995; présent en Guyane
- Adelpha radiata myrlea Fruhstorfer, 1915, dans le sud-est du Brésil
- Adelpha radiata romeroi Willmott & Neild, 2003; présent au Venezuela

### Noms vernaculaires
Adelpha radiata se nomme Striated Sister en anglais.

## Description

### Chenille
La chenille est noire tachée de rose nacré et développe de grandes épines.

## Biologie
Adelpha radiata est un papillon au dessus marron orné d'une tache orange postdiscale orange aux ailes antérieures proche du bord costal et d'une bande blanche allant aux ailes postérieures de l'angle anal au bord costal et se continuant aux ailes antérieures sur plus de la moitié de l'aire discale.
Le revers est ocre jaune avec la même bande blanche que sur le dessus, entourée d'une bande orange aux ailes postérieures. Le bord costal des ailes antérieures est orné dans l'aire discale d'une plage rouge marquée de points blancs largement bordés de noir.

## Écologie et distribution
Adelpha radiata est présent à Panama, au Venezuela, au Costa Rica, en Équateur, au Brésil et en Guyane,.

### Protection
Pas de statut de protection particulier.